# 東方剛欲異聞 〜 水没した沈愁地獄
『東方剛欲異聞 〜 水没した沈愁地獄』（とうほうごうよくいぶん すいぼつしたちんしゅうじごく、英：Touhou Gouyoku Ibun 〜 Sunken Fossil World.）は、同人サークルの黄昏フロンティア及び上海アリス幻樂団が開発した横スクロールアクションゲームである。

## 概要
東方Project第17.5弾として2019年10月4日に制作が発表され、体験版第一弾が同月6日の秋期例大祭で頒布された。
当初は2021年3月21日開催の第十八回博麗神社例大祭にて、製品版の頒布が予定されていたが、同年3月15日に発売延期が発表された。その後2021年8月8日にSteam版のページが公開され、2021年8月末にリリースされることが発表されたが再び延期となり、2021年10月24日開催の「第8回博麗神社秋季例大祭」にて製品版が頒布され、同年10月29日にSteam版が配信開始された。
2022年10月20日にはNintendo Switch版が発売された。新規要素として、饕餮尤魔（とうてつ ゆうま）をプレイアブルキャラとするZUN書き下ろしの物語や次々に現れる敵を倒していくモード「剛欲な挑戦」、低難易度のEASYモードが追加されている。
本項では、以降は『剛欲異聞』と称する。その他の本項で使用されている東方Projectの関連の略称については、東方Project#凡例を参照。

## あらすじ
幻想郷に、黒い水が湧き出るようになった。その水は異臭を放ち、身体に着くと簡単には洗い流せなかった。やがて、黒い水は各地から湧き出し、飲み水や川、温泉すら黒く染まるようになった。

## 登場人物

### 新規の登場人物
ここでは、『剛欲異聞』初出の登場人物を解説する。
饕餮 尤魔（とうてつ ゆうま）
剛欲同盟の同盟長を務める饕餮。『鬼形獣』の異変に乗じ旧地獄の地底深くに眠る石油を独占し地上の欲を全て自らの物にしようと目論んだことが、今回の異変の発端である。

### 既存の登場人物
ここでは、『剛欲異聞』が初出ではない登場人物を解説する。

#### プレイアブルキャラクター
博麗霊夢
霧雨魔理沙
八坂神奈子
村紗水蜜
依神女苑&紫苑
フランドール・スカーレット

#### その他のキャラクター
多々良小傘
星熊勇儀
黒谷ヤマメ
霊烏路空
庭渡久侘歌
摩多羅隠岐奈

## システム
本作は、黄昏フロンティアと上海アリス幻樂団の共作としては初の横スクロールアクションゲームの形式をとっている。